# Żabeni
Żabeni, Žabeni (maced. Жабени) – wieś w południowej Macedonii Północnej, w pobliżu drugiego co do wielkości miasta tego kraju, Bitoli. Osada wchodzi w skład gminy Bitola.